# Eremoleon femoralis
Eremoleon femoralis is een insect uit de familie van de mierenleeuwen (Myrmeleontidae), die tot de orde netvleugeligen (Neuroptera) behoort. 
Eremoleon femoralis is voor het eerst wetenschappelijk beschreven door Banks in 1942.